# 240P/NEAT
240P/NEAT, komet Jupiterove obitelji